# Koo Ja-cheol
Koo Ja-Cheol (Nonsan, 27 de fevereiro de 1989) é um futebolista sul-coreano que atua como meia. Atualmente, joga pelo Jeju United.

## Carreira
Foi revelado pelo Jeju United, time da modesta liga sul-coreana, em 2007. Ganhou destaque na mídia internacional após se destacar na Copa da Ásia de 2011, competição em que foi o artilheiro com cinco gols. Após isto, Koo despertou o interesse de alguns clubes europeus, dentre eles o Blackburn Rovers e o VfB Stuttgart.
Após seu destaque na Copa da Ásia, em 30 de janeiro de 2011, o VfL Wolfsburg, tradicional clube da Bundesliga anunciou a contratação do jogador. Ele representou a Seleção Sul-Coreana de Futebol na Copa da Ásia de 2011 e 2015.

## Artilharia
Seleção Sul-Coreana
- Copa da Ásia: 2011 (5 gols)

## Estatísticas
Atualizado em 1 de agosto de 2011.
| #  | Data                   | Local                      | Adversário  | Placar | Resultado | Competição                    |
| 1. | 9 de janeiro de 2010   | Joanesburgo, África do Sul | Zâmbia      | 4–2    | 4–2       | Amistoso                      |
| 2. | 7 de fevereiro de 2010 | Tóquio, Japão              | Hong Kong   | 2–0    | 5–0       | Copa da Ásia Oriental de 2010 |
| 3. | 10 de janeiro de 2011  | Doha, Qatar                | Bahrein     | 1–0    | 2–1       | Copa da Ásia de 2011          |
| 4. | 10 de janeiro de 2011  | Doha, Qatar                | Bahrein     | 2–0    | 2–1       | Copa da Ásia de 2011          |
| 5. | 14 de janeiro de 2011  | Doha, Qatar                | Austrália   | 1–0    | 1–1       | Copa da Ásia de 2011          |
| 6. | 18 de janeiro de 2011  | Doha, Qatar                | Índia       | 2–1    | 4–1       | Copa da Ásia de 2011          |
| 7. | 28 de janeiro de 2011  | Doha, Qatar                | Uzbequistão | 1–0    | 3–2       | Copa da Ásia de 2011          |
| 8. | 7 de junho de 2011     | Jeonju, Coreia do Sul      | Gana        | 2–1    | 2–1       | Amistoso                      |